# Фонлантен, Роже
Роже́ Фонла́нтен (нем. Roger Vonlanthen; 5 декабря 1930, Женева — 7 июля 2020, Оне, Женева) — швейцарский футболист и футбольный тренер, играл на позиции нападающего. Участник чемпионатов мира (1954, 1962).

## Биография

### Игровая карьера
Фонлантен в течение четырёх сезонов играл за «Грассхоппер», в составе которого в 1952 году выиграл чемпионский титул и Кубок Швейцарии.
В 1955 году Фонлантен переехал в Италию, где играл за «Интернационале» и «Алессандрию», а затем вернулся в Швейцарию где присоединился к «Грассхопперу». В 1961 году перешёл в «Лозанну». В составе «Лозанны» Фонлантен отыграл два сезона и выиграл Кубок Швейцарии в 1962 году. Последним клубом в его карьере был «Серветт». Завершил карьеру в возрасте 35 лет.

### Карьера в сборной
В составе сборной Швейцарии принимал участие на чемпионате мира 1954 года, где сыграл в четырёх матчах, но не забил ни одного мяча.
Спустя восемь лет был в заявке сборной на чемпионате мира 1962 года, где сыграл в двух матчах на турнире, а сборная Швейцарии проиграла три матча в группе. Всего за сборную Швейцарии сыграл 27 матчей, в которых забил 9 голов.

### Тренерская карьера
Работал главным тренером клубов «Серветт» (1966), «Лозанна» (1967—1972) и «Шенуа» (1976—1977), а также с 1977 по 1979 год работал главным тренером сборной Швейцарии, но не смог её вывести на чемпионат Европы 1980 года.

### Смерть
Скончался 7 июля 2020 года в Оне в возрасте 89 лет.

## Достижения
«Грассхоппер»
- Чемпион Швейцарии (1) : 1951/52
- Обладатель Кубка Швейцарии (1) : 1951/52

«Лозанна»
- Обладатель Кубка Швейцарии (1): 1961/62